# Al-Uzza Undae
Le Al-Uzza Undae sono una struttura geologica della superficie di Venere.